# Les Années collège
Pour les articles homonymes, voir Degrassi.
Les Enfants de la rue Degrassi Degrassi : La Nouvelle Génération

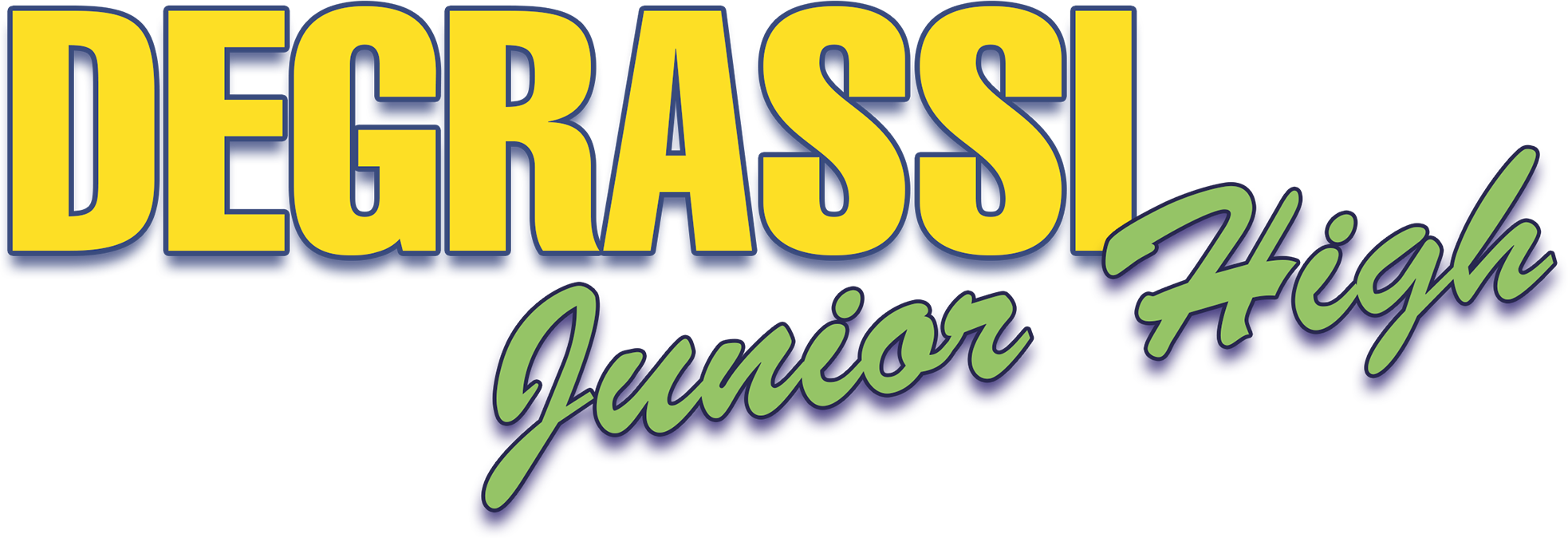
Logo de Degrassi Junior High, une partie de la série Les Années Collège

Les Années collège ou Degrassi au Québec, est composée de Degrassi Junior High et Degrassi High, deux séries télévisées canadiennes en 70 épisodes de 25 minutes, créées par Linda Schuyler et Kit Hood et diffusées du 18 janvier 1987 au 28 février 1991 sur le réseau CBC.
En France, l'ensemble est diffusé à partir du 10 septembre 1988 sur Antenne 2, d'abord tous les mercredis, puis dès 1990 dans l'émission Giga. Les deux premières saisons ont aussi été doublées au Québec et diffusées à partir du 3 septembre 1989 à Radio-Québec.
Dans l'édition DVD française, les deux séries sont renommées Degrassi Junior High : Les années collège et Degrassi High: Les années lycée, en référence à la série dérivée de 2001,  Degrassi : La Nouvelle Génération.

## Synopsis
Spike, Snake, Wheels, Joey, un groupe d'amis de la ville de Toronto, arrivent dans une école secondaire (niveau scolaire de la province d'Ontario correspondant approximativement au collège en France[réf. souhaitée] ) Degrassi High.

## Distribution

### Acteurs principaux
- Pat Mastroianni (VF : Jackie Berger (1re voix) puis Élie Semoun (2e voix) ; VQ : Olivier Farmer) : Joey Jeremiah
- Amanda Stepto (VF : Marie-Christine Robert ; VQ : Johanne Garneau) : Christine « Spike (Épine en VQ)» Nelson
- Stefan Brogren (VF : Ludovic Baugin (1re voix) puis Jérôme Rebbot (2e voix) ; VQ : Daniel Lesourd) : Archie « Snake (Anguille en VQ)» Simpson
- Nicole Stoffman (en) (VF : Virginie Ledieu ; VQ : Violette Chauveau) : Stephanie Kaye
- Stacie Mistysyn (VF : Aurélia Bruno (1re voix) puis Anneliese Fromont (2e voix) ; VQ : Linda Roy) : Caitlin (Caroline en VF, Catherine en VQ) Ryan
- Siluck Saysanasy (VF : Brigitte Lecordier (1re voix) puis Jérôme Berthoud (2e voix) ; VQ : Olivier Fontaine (1re saison) puis Sébastien Reding (2e saison)) : Yick Yu
- Angela Deiseach (VF : Nathanièle Esther ; VQ : Anne Bédard) : Erica Farrell
- Maureen Deiseach (VQ : Marie-Andrée Corneille) : Heather (Estelle en VF) Farrell
- Duncan Waugh (VF : Annabelle Roux (1re voix) puis Laurent Mantel (2e voix) ; VQ : Sébastien Reding (1re saison) puis Olivier Fontaine (2e saison)) : Arthur Kobaleski
- Neil Hope (VF : Hervé Rey ; VQ : Patrick Duplat (1re saison) puis Sébastien Dhavernas (2e saison)) : Derek « Wheels (Louis en VQ) » Wheeler
- Irene Courakos (VF : Joëlle Guigui) : Alexa (Alexia en VF) Pappadopoulos
- Sara Ballingall (VF : Véronique Rivière ; VQ : Chantal Baril) : Melanie Brodie
- Dan Woods (VF : Jean-Pierre Moreux ; VQ : Mario Desmarais) : le principal Daniel Raditch (Racine en VQ)
- Rebecca Haines (VF : Amélie Morin ; VQ : Lisette Dufour) : Kathleen (Karine en VQ) Mead
- Michael Carry (VF : Emmanuel Curtil) : Simon Dexter
- Amanda Cook (VF : Catherine Privat ; VQ : Johanne Léveillé) : Lorraine « L. D. » Delacorte
- Billy Parrott (VF : Thierry Bourdon ; VQ : Gilbert Lachance) : Shane (Jean en VQ) McKay

### Acteurs secondaires
- Craig Driscoll (VF : Olivier Korol) : Rick Munro
- Anais Granofsky (VQ : Johanne Léveillé) : Lucy Fernandez
- John Ioannou (VF : Nicolas Brémont) : Alex Yankou
- Dayo Ade : Bryant (Benoît en VQ) Lister « BLT » Thomas
- Danah-Jean Brown : Trish
- Michelle Goodeve (VQ : Nicole Fontaine) : Karen Avery
- Christian Campbell : Todd
- Christopher Charlesworth : Scooter Webster
- Arlene Lott : Nancy Kramer
- Darrin Brown (en) (VF : Maurice Decoster) : Dwayne Myers
- Michael Blake (VF : Antoine Doignon) : Paul
- Steve Bedernjak (VF : Alexandre Gillet) : Clutch (Charles en VQ)
- Sarah Charlesworth (VQ : Flora Balzano) : Susie Rivera
- Maureen McKay (en) : Michelle Accette
- Niki Kemeny (en) (VF : Martine Regnier) : Voula (Olga en VF) Grivogiannis

- Version française
  - Société de doublage : Christmax Films[2]
  - Direction artistique : Béatrice Delfe et Perrette Pradier[2]

Source VF : Doublage Séries Database
- Version québécoise
  - Société de doublage : Cinélume
  - Directeur artistique : Réal Picard

 Source et légende : version québécoise (VQ) sur Doublage.qc.ca (seulement la série Degrassi Junior High et la saison 1 de Degrassi High ont été doublées au Québec)

## Production

### Genèse et développement
Au départ, Les Enfants de la rue Degrassi se compose de quatre courts métrages diffusés annuellement: Ida Makes a Movie, Cookie Goes to the Hospital, Irene Moves In et Noel Buys a Suit qui étaient à l'origine diffusés en fin d'après-midi sur la CBC en 1979, 1980, 1981 et 1982. Puis CBC commande 5 épisodes par an jusqu'en 1986. Le programme a été acclamé pour sa description réaliste de la vie de ce groupe d'adolescents et de leurs tourments.
La série a employé plusieurs fois les mêmes acteurs, qui apparaîtront plus tard dans la série Les Années collège, comme Stacie Mistysyn, Neil Hope, Anais Granofsky, Sarah Charlesworth et d'autres. Cependant, leurs noms de personnage et leurs familles sont différents, donc on ne peut pas techniquement voir cette série comme un précurseur immédiat des saisons suivantes.
Cette série a été doublée au Québec et diffusée sur les ondes du Canal Famille dès le 5 mars 1990. Par contre, elle reste inédite ailleurs dans la francophonie.

### Fiche technique
- Titre original : Degrassi Junior High (saisons 1-3) ; Degrassi High (saisons 4-5)
- Titres français : Les Années collège
- Titre québécois : Degrassi
- Création : Linda Schuyler et Kit Hood
- Scénario : Linda Schuyler, Kit Hood, Yan Moore, Susin Nielsen, Kathryn Ellis et Avrum Jacobson
- Production : Jim Ellis et Linda Schuyler
- Société de production : Playing With Time
- Société de distribution : CBC
- Pays de production :  Canada
- Langue originale : anglais
- Format : couleur - 1,33:1 - son stéréo
- Nombre d'épisodes : 70 (5 saisons)
- Durée : 25 minutes
- Dates de première diffusion :
  - Canada : 18 janvier 1987
  - France : 10 septembre 1988
  - Québec : 3 septembre 1989

## Épisodes

### Degrassi Junior High, saison 1 (1987)
1. Embrasse-moi, Steph (Kiss Me, Steph)
2. Le Bal du collège (The Big Dance)
3. Le Stratagème (The Experiment)
4. La Solidarité (The Cover-Up)
5. La Compétition (The Great Race)
6. La Rumeur (Rumor Has It)
7. Un plan d'enfer (The Best Laid Plans)
8. L'Appréhension (Nothing to Fear)
9. Quelle soirée ! (What a Night)
10. La Pétition (Smokescreen)
11. Retard (It's Late!)
12. Réunion des parents (Parents' Night)
13. Révolution ! (Revolution !)

### Degrassi Junior High, saison 2 (1988)
1. Eugène (Eggbert)
2. Une main tendue (A Helping Hand)
3. Grandes Espérances (Great Expectations)
4. Un dîner et un spectacle (Dinner and a Show)
5. Le Trac (Stage Fright)
6. La Bagarre (Fight!)
7. Catherine trinque (Bottled Up)
8. Le Baiser (Sealed With a Kiss)
9. Une journée de chien (Dog Days)
10. Censure (Censored)
11. Faites-moi confiance (Trust Me)
12. Il est de retour… (He's Back)
13. Passage difficile (Pass Tense)

### Degrassi Junior High, saison 3 (1988-1989)
1. Ras le bol des parents, partie 1 (Can't Live With 'Em, Part 1)
2. Ras le bol des parents, partie 2 (Can't Live With 'Em, Part 2)
3. Prends tes responsabilités (A Big Girl Now)
4. Meilleurs Vœux (Season's Greetings)
5. Il m'aime, Il ne m'aime pas (Loves Me, Loves Me Not)
6. Le Fantôme du sida (He Ain't Heavy)
7. La Vérité, toute la vérité (The Whole Truth)
8. Chassé-croisé (Star-Crossed)
9. Régime ou Anorexie (Food for Thought)
10. L'Argent de poche (Twenty Bucks)
11. Recherche désespérée, partie 1 (Taking Off, Part 1)
12. Recherche désespérée, partie 2 (Taking Off, Part 2)
13. Que choisir ? (Making Whoopee)
14. L'Annuaire du collège (Black and White)
15. Surprise… partie (Pa-arty!)
16. Brûlants Adieux (Bye-Bye Junior High)

### Degrassi High, saison 1 (1989-1990)
1. Un nouveau départ, partie 1 (A New Start, Part 1)
2. Un nouveau départ, partie 2 (A New Start, Part 2)
3. La Rupture (Breaking up Is Hard to Do)
4. Il n'est pas interdit de rêver (Dream On)
5. Le Clip (Everybody Wants Something)
6. Personne n'est parfait (Nobody's Perfect)
7. Restons amis (Just Friends)
8. Gentils Mensonges (Little White Lies)
9. Avoir 16 ans, partie 1 (Sixteen, Part 1)
10. Avoir 16 ans, partie 2 (Sixteen, Part 2)
11. Tout pour la bonne cause (All in a Good Cause)
12. Attirances (Natural Attraction)
13. Examens de passage (Testing 1…2…3…)
14. Les Monstres (It Creeps!)
15. Tout va mal (Stressed Out)

### Degrassi High, saison 2 (1990-1991)
1. Mauvais Sang, partie 1 (Bad Blood, Part 1)
2. Mauvais Sang, partie 2 (Bad Blood, Part 2)
3. Amitié = Loyauté (Loyalties)
4. Un tissu de mensonges (A Tangled Web)
5. À bas le machisme (Body Politics)
6. Court-circuit (Crossed Wires)
7. Une nuit blanche (The All-Nighter)
8. La Réconciliation (Home Sweet Home)
9. Activités extra-scolaires (Extracurricular Activities)
10. Le Spectacle, partie 1 (Showtime, Part 1)
11. Le Spectacle, partie 2 (Showtime, Part 2)
12. Trois c'est trop (Three's a Crowd)
13. La Dernière Danse (One Last Dance)

### Téléfilm (1992)
- School's Out, finale de la série.

## Sorties DVD
Zone 2
- septembre 2011 : Les Années collège, saison 1
- avril 2012 : Les Années collège, saison 2
- mai 2016 : Les Années collège, saison 3
- août 2017 : Les Années lycée, saison 1
- septembre 2017 : Les Années lycée, saison 2 (inclus en bonus le téléflim inédit en France "School's out" en VO sous titrée
- 25 novembre 2017 Coffret les Années collège partie 1 regroupant les saisons 1 , 2 et 3 soit 42 épisodes
- 25 novembre 2017 Coffret les Années collège partie 2 : Coffret regroupant les saisons 4 et 5 période lycée (28 épisodes) + en bonus, le téléfilm inédit "L'école est finie.

## Autour de la série
- Au Québec, le générique était également adapté en français.
- Stefan Brogren, qui interprète Archie « Snake » Simpson, reviendra dans la suite de la série Degrassi : La Nouvelle Génération en tant qu'ancien élève, professeur puis principal de l'école.
- Darrin Brown, qui incarne Dwayne Myers, apparaît quelques secondes dans le film John Q (2002) de Nick Cassavetes.
- En 2006, en l'honneur du 25e anniversaire de Degrassi, la chaîne de télévision jeunesse québécoise VRAK.TV a rediffusé cinq épisodes par jour pour permettre sa redécouverte à la nouvelle génération de téléspectateurs[5].